# ダーウィン国際空港
ダーウィン国際空港 (ダーウィンこくさいくうこう、英語: Darwin International Airport、(IATA: DRW, ICAO: YPDN)) とは、オーストラリア連邦ノーザンテリトリー、ダーウィンにある国際空港である。

## 歴史
1940年、オーストラリア空軍のダーウィン空軍基地（英語: RAAF Darwin Base）として設置された。太平洋戦争中はダーウィン空襲により損害をうけた。戦後は、民間の旅客機も発着し、軍民共用空港となった。
1950年から1970年にかけては国際線の中継地として世界各国の航空会社が拠点としていたため空港は大変賑わったが、旅客機の航続距離が伸びるにつれ発着数は減少した。
2000年以降、アジア諸国からの観光客の受け入れに力を入れている。ケアンズ国際空港がライバルとなっている。

## 就航路線

### 国内線
| 航空会社                   | 就航地 |
| -------------------------- | --- |
| カンタス航空               | シドニー、メルボルン、ブリスベン、パース、アデレード、アリススプリングス |
| ヴァージン・オーストラリア | メルボルン、ブリスベン、パース |
| ジェットスター航空         | シドニー、メルボルン、アデレード、ブリズベン、ケアンズ |
| ボンザ                     | ゴールドコースト、サンシャイン・コースト |
| エアノース                 | タウンズビル、カナナラ、ブルーム(カナナラ経由)、パース(カナナラ経由)、ケアンズ（ヌランベイ経由)、アリススプリングス（キャサリン経由)、キャサリン、グルートアイランド、ヌランベイ、テナント・クリーク、マッカーサーリバー、マニングリーダ、ミリンギンビ、ガリウィンク |
| ネクサス航空               | カナナラ、ブルーム(カナナラ経由) |
| フライ・ティウィ           | マニングリーダ、ミリンギンビ、ガリウィンク、ウルミヤンガ、ガプウィヤック、ミリカピティ、ミンジラン、ピアランギンピ、ラミンジニング、ワールーウィ |
| チャートエア               | キャサリン |
| ムリン・エアウェイズ       | ワデエ |

### 国際線
| 航空会社           | 就航地           |
| ------------------ | ---------------- |
| カンタス航空       | ディリ           |
| エアノース         | ディリ           |
| ジェットスター航空 | デンパサール     |
| シンガポール航空   | シンガポール     |
| エアアジア         | クアラルンプール |

## 日本への路線
過去には、ジェットスター航空による成田国際空港行き便がマニラ経由で週4便運航していたが、2014年3月29日をもって運航停止した。また、関西国際空港行き便がシンガポール経由で週3便運航していたが2013年11月をもって運航停止した。その結果、日本とダーウィンを結ぶ便の運航はなくなった。